# Trempo

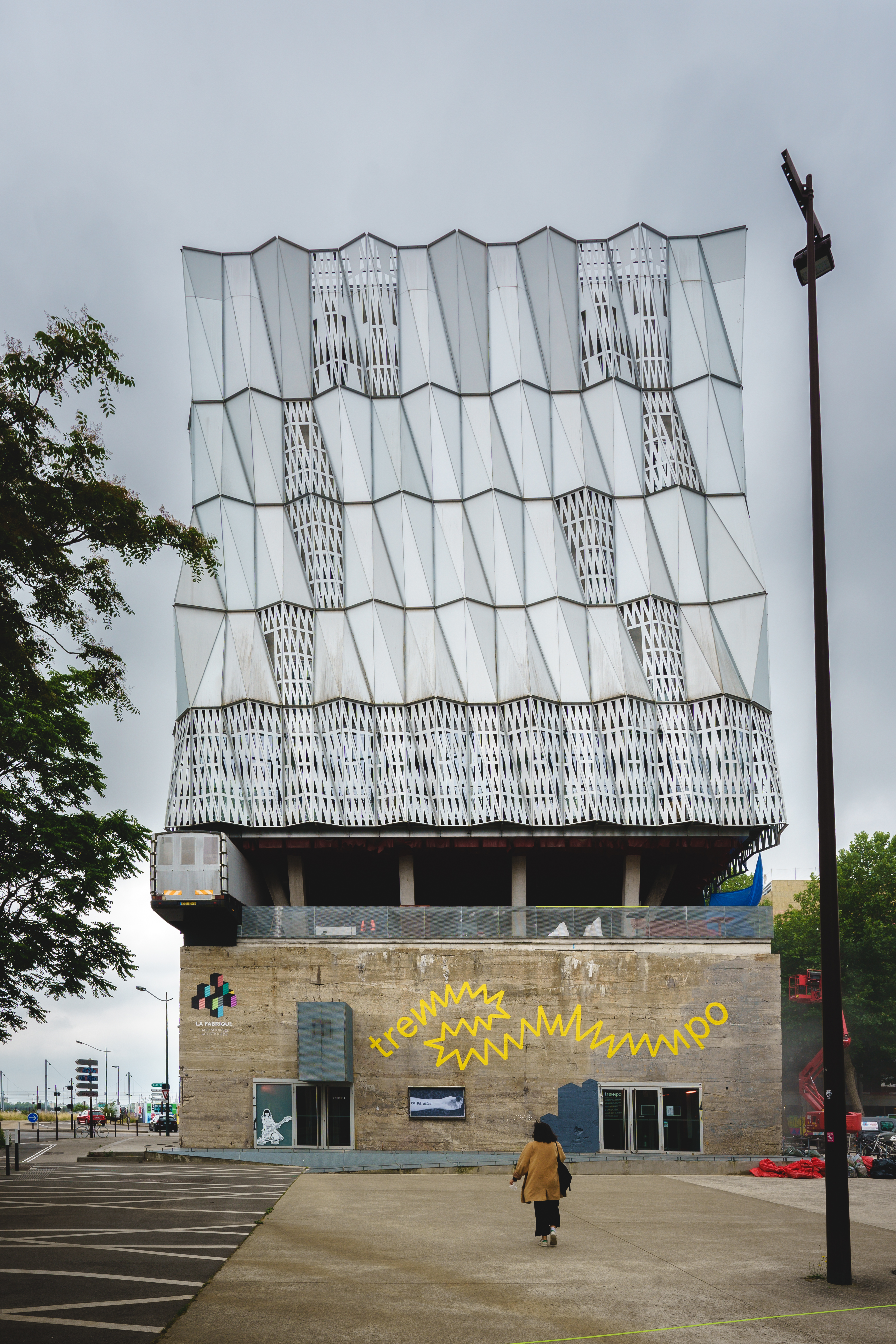
Le bâtiment de Trempo, sur l'Île de Nantes. Photo : Jérémy Jéhanin

Trempo est une structure associative nantaise destinée à la pratique, la création, la formation, la production et la diffusion des émergences musicales. Elle fait partie du réseau culturel multisite municipal baptisé La Fabrique, laboratoire(s) artistique(s). Elle est destinée à soutenir les artistes dans leurs projets en leur proposant une aide technique avec des studios de répétition, des studios d'enregistrement, des programmes d'accompagnement ainsi que des stages de formation également destinés aux techniciens et opérateurs culturels.
Installé au sud-est du parc des Chantiers, sur l'île de Nantes, au no 6 boulevard Léon-Bureau, à proximité de l'autre composante de la fabrique baptisée Stereolux, Trempo a ouvert ses portes en septembre 2011 et a donné son nom au bâtiment qui l'abrite.

## Historique
Trempo a été créé en 1990 à l'initiative de Vincent Priou, en partenariat avec les villes de Nantes, Rezé et Saint-Sébastien-sur-Loire. Cette structure associative a but non lucratif était initialement consacrée au rock avant d'élargir son domaine d'activité aux musiques amplifiées et aux musiques actuelles. Elle a d'abord mené ses activités au 51 boulevard de l'Égalité dans l'ancien collège de Chantenay jusqu'à l'été 2011, avant de rejoindre ses nouveaux locaux de l'Île de Nantes. Après avoir exercé la fonction de directeur pendant 26 ans, Vincent Priou a quitté son poste en septembre 2016. Olivier Tura est l'actuel directeur de Trempo depuis le 2 janvier 2017.

## Locaux
Le bâtiment de Trempo, d'une surface de 2 300 m2, construit entre mai 2009 et septembre 2011, a été imaginé par l'agence nantaise d'architectes Tetrarc et repose sur un ancien blockhaus découpé sur 7 niveaux. Il est composé d'un espace de diffusion équipé d’un bar, d'une terrasse extérieure (où se trouve un bus encastré transformé en espace de travail), d'un étage de bureaux et de 16 studios de répétition/production/enregistrement.

## Activités
Trempo propose avec ses partenaires des programmes d’accompagnement artistique, des cours, stages et ateliers, des modules de formation professionnelle ainsi qu’une programmation artistique de découvertes et de cartes blanches aux associations locales. Elle soutient les artistes et leur entourage professionnel, dans le but d’imaginer de nouvelles trajectoires et de construire des carrières durables. Trempo entreprend de nombreux partenariats avec les mondes de l’enseignement et de la recherche. Elle dispense le MuMA, premier titre professionnel de musicien des musiques actuelles. 
Trempo se veut un lieu accueillant et ouvert à toutes et tous, impliqué avec ses voisin·es pour favoriser les croisements des publics, valoriser la diversité des esthétiques et encourager la pratique musicale. Elle s’engage, sur le territoire local, national et européen, au sein des réseaux de coopération pour développer et partager son expertise du champ des musiques et de la culture.